# عوامیه
عوامیة (به عربی: العوامية) یک شهر واقع در منطقه قطیف در استان شرقی عربستان سعودی است.

## جغرافیا
این شهر قدمتی باستانی دارد و در شمال قطیف از واحه به خلیج فارس مشرف است. عوامیه در فاصله‌ای حدود ۲٫۱ کیلومتری شمال از شهرستان صفوی و در حدود ۱ کیلومتری جنوب قدیح واقع شده‌است. عوامیة یکی از حومه‌های زارا است. (بحرین)

## اقتصاد
اقتصاد قطیف به‌طور عمده بر تولید نفت خام و کشاورزی استوار است.
این شهر گوجه فرنگی‌های مشهوری دارد.

## مذهب
بیشتر مردم عوامیه شیعه مذهب هستند.

## اتصالات خارجی
- (عربی) عوامیه.کام
- (عربی) عوام‌فوتو